# Prancheta (espiritualismo)

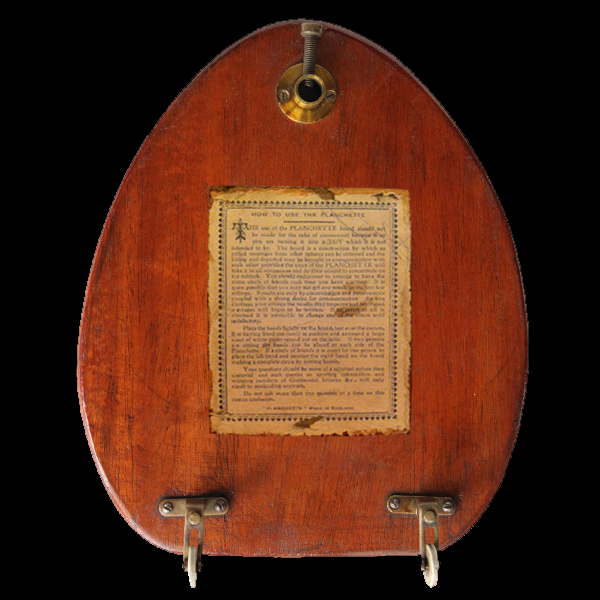
Prancheta inglesa inicial, décadas de 1850–60.

A prancheta (em francês:  planchette), do francês para "pequena prancha", é um pequeno pedaço de madeira plana, geralmente em forma de coração, equipado com dois rodízios com rodas e abertura para lápis apontando para baixo, usados para facilitar a escrita automática (psicografia). O uso de pranchetas para produzir mensagens escritas misteriosas deu origem à crença de que os aparatos fomentam a comunicação com os espíritos como forma de mediunidade. Os dispositivos eram populares em sessões espíritas durante a era vitoriana, antes de sua eventual evolução para os dispositivos apontadores mais simples e sem escrita dos tabuleiros ouija que eclipsaram a popularidade de sua forma original. Os cientistas explicam que o movimento é devido ao efeito ideomotor, mas os defensores do paranormal acreditam que a prancheta é movida pela presença de espíritos ou alguma forma de energia sutil.
As pranchetas assumiram uma variedade de formas durante o auge de sua popularidade. As pranchetas americanas eram tradicionalmente em forma de coração ou escudo, mas os fabricantes produziam uma ampla variedade de formas e tamanhos na esperança de se distinguir no mercado altamente competitivo e lucrativo do apogeu dos dispositivos no final da década de 1860. Os fabricantes defendiam as maravilhas e os benefícios de diferentes materiais (incluindo várias madeiras duras, borracha indiana e até vidro), rodízios isolados e vários acessórios destinados a "carregar" os dispositivos ou isolar o usuário de espíritos malévolos. Na Grã-Bretanha, as pranchetas assumiram as formas clássicas popularizadas nas primeiras ilustrações e representações de jornais, com narizes redondos e rombudos e costas planas. Independentemente de sua forma ou país de origem, quase todas as pranchetas eram equipadas com rodízios de latão e pequenas rodas de osso ou plástico, e suas caixas às vezes ricamente ilustradas eram frequentemente embaladas com pergaminhos em branco, lápis, folhas de cartas dobráveis com estampa semelhante a de ouija e instruções esotéricas defendendo os misteriosos poderes comunicativos dos itens.
Embora as pranchetas tenham experimentado grandes ondas de popularidade nos tempos vitorianos, no uso moderno o termo é mais comumente associado aos ponteiros em forma de coração para Ouija ou "tabuleiros falantes". Em vez de escrever, esses dispositivos "ditam" mensagens apontando para letras e números impressos no quadro. Como as pranchetas escritas foram popularizadas durante o início do movimento espiritualista de meados do século XIX, as pranchetas antecedem a popularização das tábuas falantes em quase quatro décadas.

## História

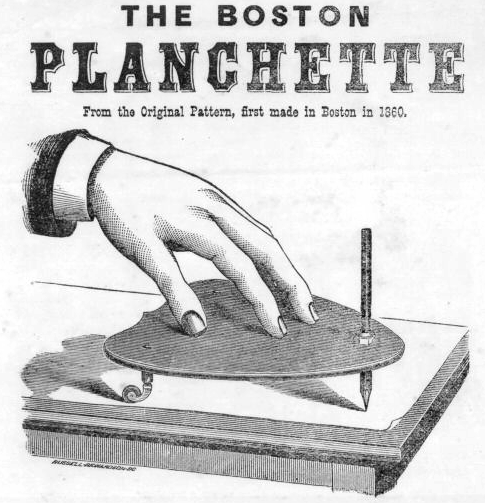
Anúncio de 1860 para Boston Planchette

As pranchetas ganharam destaque nos anos seguintes ao estabelecimento do espiritualismo na América, que começou com as supostas comunicações espirituais das Irmãs Fox em 1848 e a resultante popularidade de jogos de salão com temas sobrenaturais, sessões espíritas e experimentos em mediunidade e mesas girantes. Os participantes desses eventos experimentavam movimentos estranhos de mesas e supostamente se comunicavam com espíritos que indicavam suas mensagens por meio de uma série de batidas negativas ou afirmativas codificadas. Em outros casos, os assistentes recebiam mensagens mais complicadas de palavras e frases soletradas, em se transcrevendo letras indicadas pelas batidas ou raps enquanto os participantes recitavam o alfabeto ao vento. Os crentes nessas comunicações espirituais logo começaram a experimentar com o refinamento e em se agilizarem várias formas de comunicação, incluindo apontar para letras impressas em cartões do alfabeto, psicografia, canalização direta e outros métodos.
No inverno de 1852-1853, o fervor do movimento do moderno espiritualismo e das comunicações espirituais chegou à Europa, e aparatos de escrita foram desenvolvidos.
Allan Kardec, codificador do espiritismo, é um dos que descreveu essa onda, e os círculos mediúnicos das irmãs Baudin e de Celine Japhet (através dos quais foram escritas as respostas do Livro dos Espíritos, reunidas por Kardec) adaptaram o uso de cestinhas de vime, em dois modelos: da cesta-pião, mais rudimentar, e o das chamadas "cesta de bico", tupia ou corbelha (do francês, corbeille). Na ponta destas últimas, era amarrado um lápis de pedra ("Roc"), que escrevia riscando sobre uma pedra de ardósia.
O uso de pranchetas na Europa tornou-se popular o suficiente para atrair a atenção do Bispo de Viviers, que protestou contra seu uso em uma carta pastoral em 1853. Apesar de seu status respeitado na crescente religião do espiritismo, as pranchetas permaneceram uma novidade especializada para os adeptos pelos próximos 15 anos, produzidas apenas dentro de uma pequena indústria caseira ou sob solicitação especial de fabricantes de instrumentos científicos. Durante este período, elas permaneceram populares apenas entre círculos de sessões espíritas devotos e espiritualistas entusiastas, que na época ainda contavam amplamente com os serviços de médiuns de celebridades (como as Irmãs Fox e D. D. Home) para conduzir comunicações espirituais, em vez de usar pranchetas e outros dispositivos "faça você mesmo". Os médiuns, vendo seu monopólio ameaçado, muitas vezes se mobilizaram contra os dispositivos e alertaram para os perigos da experimentação amadora.
As pranchetas chegaram à América em 1858, quando o espiritualista e reformador social Robert Dale Owen e seu amigo Dr. H. F. Gardner observaram os dispositivos em uso em sessões espíritas em Paris e voltaram com vários deles. Seu amigo, o livreiro de Boston G. W. Cottrell, tornou-se o primeiro a fabricar pranchetas em grande escala no ano seguinte.
Em 1867, a publicação britânica Once a Week publicou uma peça sensacional sobre pranchetas. O artigo foi reimpresso em jornais europeus e americanos, e em 1868 dezenas de livreiros e fabricantes de brinquedos estavam produzindo os itens para atender a uma demanda insaciável em ambos os lados do Atlântico. Kirby & Co., os reis indiscutíveis da fabricação de pranchetas, afirmaram ter vendido mais de 200.000 apenas em sua primeira temporada.
Ao longo dos anos, os fabricantes de pranchetas incluíram empresas estabelecidas como Selchow & Righter, George G. Bussey, Jaques & Son, Chad Valley e até mesmo o grande mágico e vidente de cristais Alexander.

## Declínio e evolução

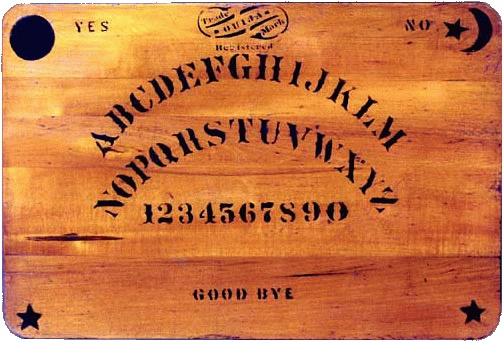
Tabuleiro Ouija de 1891 da Kennard Novelty Co.

Após a introdução comercial do tabuleiro Ouija pela Kennard Novelty Company de Charles Kennard e a aquisição da patente do tabuleiro falante por seu parceiro Elijah Bond em 1º de julho de 1890, as pranchetas de escrita automática assumiram um papel secundário ao subitamente popular tabuleiro Ouija e aos muitos imitadores que seu sucesso gerou. Embora os primeiros artigos da imprensa tivessem apelidado o Ouija de "nova prancheta", os titulares da patente foram inicialmente rápidos em diferenciar seus dispositivos dos escritores automáticos clássicos, combinando-os com ponteiros em forma de pá e sem lápis, muito diferentes em forma de outras pranchetas do período. As mudanças de design e o foco nas placas elegantemente envernizadas e suas letras claramente desenhadas em estêncil em suas frentes parecem ter tido o efeito pretendido, e os itens foram recebidos com entusiasmo pelo público da mesma forma que as pranchetas experimentaram sua própria mania cerca de 23 anos anteriormente. A partir deste ponto, as pranchetas equipadas com lápis que facilitaram por quase quatro décadas a escrita de espíritos (muitas vezes distorcidas) foram rapidamente deixadas de lado em favor das comunicações mais limpas e rápidas desses novos "quadros falantes". Embora a escrita de pranchetas tivesse um breve renascimento nos anos seguintes, à medida que a popularidade do Ouija aumentava e diminuía, na década de 1930, apenas as empresas de brinquedos britânicas, como a Glevum Games, continuaram a produzir verdadeiras pranchetas de escrita em números que valessem a pena. No renascimento do Ouija que se seguiu à Segunda Guerra Mundial, as verdadeiras pranchetas de escrita não estavam mais sendo fabricadas em números significativos em nenhum lugar, tendo sido finalmente completamente dominadas pelo Ouija mais popular à medida que desapareciam na obscuridade.

## Fuji
Fuji (em chinês:  扶乩/扶箕, transl. fújī ou fu chi, literalmente "sustentar o ji", referindo-se a mais de um tipo de instrumento de adivinhação) é um método chinês de "escrita de prancheta" ou "escrita de espíritos", que geralmente usa uma peneira ou bandeja suspensa para guiar uma vara que escreve caracteres chineses na areia ou nas cinzas de incenso. Também é referida variavelmente como "descida da fênix" (jiangluan, 降鸞), dentre outros termos como jiangbi (降筆), fuluan (扶鸞), feiluan (飛鸞), zhaoxian (召仙), etc. A palavra "fuji" tornou-se proeminente do período Ming para frente, e é o termo mais abrangente. Há, no entanto, uma variedade de formas da escrita de espíritos chinesa, com registros de que era feita desde através de um médium com um lápis sobre papel, ou inclusive não exigindo nenhum médium, em escrita direta.
O método chamado fuji em sentido estrito comumente envolve uma prancheta com uma vareta, pincel ou "estilete" (jijia, 乩架), guiado por pontas laterais sobre uma superfície coberta por areia (shapan 沙盤). Há também relato de uso de cesta e pincel sobre cinzas ou papel. Dois discípulos conduzem uma extremidade de vareta de cada lado, e apenas um deles é considerado o médium principal possuído por uma entidade, sendo o outro assistente. Com o movimento, são escritos caracteres na superfície, os quais são interpretados e anotados por terceiros.
As origens da prática remetem ao culto oracular da deusa Zigu, e seu início pode ser rastreado em textos e relatos a partir do século XI (dinastia Song). Difundiu-se entre literatos nas dinastias Song, Yuan e Ming, encontrando-se em todas as prefeituras e capitais de condados na China, desde altares privados em casa a templos. No período Ming (1368–1644), tornou-se popular pela questão de consultas para exames imperiais. Milhares de grupos de escrita de espíritos existiram a partir do século XII na China, em grande parte durante o período Qing (1644–1912). A escrita por prancheta chegou a ser proibida no Grande Código Legal Qing, e sofreu outras restrições e condenações ao longo da história, mas continuou a existir vicejante. Ela se difundiu também para o Japão, Coreia e Vietnã.

## Na cultura popular
Durante a mania inicial no final da década de 1860, as pranchetas se tornaram o tema de várias canções populares vendidas em forma de partitura. Em 1868, a empresa de partituras C.Y. Fonda de Cincinnati publicou a "Planchette Polka", composta por August La Motte, dedicada a Kirby & Co, que era o fabricante de pranchetas dominante da época. Também em 1868, a companhia de partituras Lee & Walker da Filadélfia estreou a música "Planchette" com letra de Elmer Ruan Coates e música de Eastburn. A música inclui o refrão "Planchette, planchette, oh! Let me see/What luck you have in store for me!" Em 1870, a companhia de partituras Oliver & Ditson de Boston publicou "Planchette: The Celebrated Comic Song" com letra de G. A. Meazie Jr, popularizada pelo cantor Henry Clay Barnabee. Barnabee descreveu a música como "batizada em homenagem a uma pequena máquina pseudopsíquica, uma moda da hora".
A edição de 9 de julho de 1892 do Volume 103 da Punch incluía um desenho que mostrava um diabo travesso empurrando uma prancheta em direção a uma previsão do próximo vencedor do Derby, alegando que o dispositivo "poria fim a todas as especulações".
A edição de 25 de março de 1907 do Washington Post retratou o presidente Teddy Roosevelt como uma prancheta rabiscando em seu desenho satírico "Political Planchette Board". A ilustração retrata a luta de Roosevelt entre a Democracia Independente, por um lado, e os Republicanos Progressistas, por outro. A forma de prancheta de Roosevelt está escrevendo "Vitória" sobre as duas facções com o lápis da prancheta.
O uso de uma prancheta é apresentado no romance No Highway de 1948, de Nevil Shute, onde a mensagem escrita obtida pela escrita automática fornece as informações necessárias para localizar o avião da cauda de um avião acidentado.
Em The Haunting of Hill House, um romance de 1959 de Shirley Jackson, a Sra. Montague usa uma prancheta na tentativa de se comunicar com os espíritos em Hill House, enquanto o Sr. Montague e o grupo original discordam de seus métodos charlatânicos.
Em agosto de 2012, o Baltimore Museum of Industry sediou a primeira exposição retrospectiva de tabuleiro Ouija. A exposição contou com dois espécimes raros de prancheta para representar a evolução inicial dos quadros falantes, incluindo uma  "Scientific Planchette" Selchow & Righter e uma "Boston Planchette" G. W. Cottrell.